# Associação Chapecoense de Futebol
Associação Chapecoense de Futebol (ACF), poznat kao Chapecoense, brazilski je nogometni klub iz brazilske savezne države Santa Catarina. Pri klubu djeluje malonogometna sekcija koja je dvaput bila državni prvak. Chapecoense je osnovan 1973. radi povratka nogometa u grad Chapecó. Već nakon samo četiri godine postojanja osvojio je 1977. prvi naslov prvaka savezne države. Ukupno je osvojio četiri prvenstva Sante Catarine. Posljednje prvenstvo koje su osvojili bilo je 2011. godine. Godine 2014. natječu se u Série A. Domaće utakmice igraju na stadionu Condá. Dana 29. studenog 2016. putujući za Medellin, 19 igrača Chapecoensea poginulo je u katastrofalnoj avionskoj nesreći u kojoj je pored igrača stradalo i vodstvo kluba te novinari, navijači i ljudi bliski klubu. Nesreću su preživjela samo tri nogometaša.

## Titule
- Copa Sudamericana: 1

2016.
- Campeonato Catarinense: 5

1977., 1996., 2007., 2011., 2016.
- Copa Santa Catarina: 1

2006.
- Taça Santa Catarina: 2

1979., 2014
- Taça Plinio Arlindo de Nez: 1

1995.
- Campeonato Seletivo: 1

2002.
- Copa da Paz: 1

2005.

## Vanjske poveznice
- Službene stranice